# Kimiko Date
Pour les articles homonymes, voir Date et Krumm.
Kimiko Date (伊達 公子, Date Kimiko), née le 28 septembre 1970 à Kamigyō-ku (Kyoto), est une joueuse de tennis professionnelle japonaise. Elle mène une première carrière sur le circuit WTA à partir de mars 1989, et ce jusqu'en septembre 1996, date à laquelle elle déclare prendre sa retraite sportive à 26 ans. En avril 2008, elle annonce son retour à la compétition (dans un premier temps uniquement sur le circuit ITF), alors âgée de 37 ans et 7 mois. Elle prend définitivement sa retraite après l'Open du Japon 2017 à 46 ans.
Elle a pris le nom de Kimiko Date-Krumm (クルム伊達公子, Kurumu Date Kimiko) à la suite de son mariage, en 2002, avec le pilote automobile Michael Krumm. Le couple divorce en septembre 2016.

## Carrière tennistique

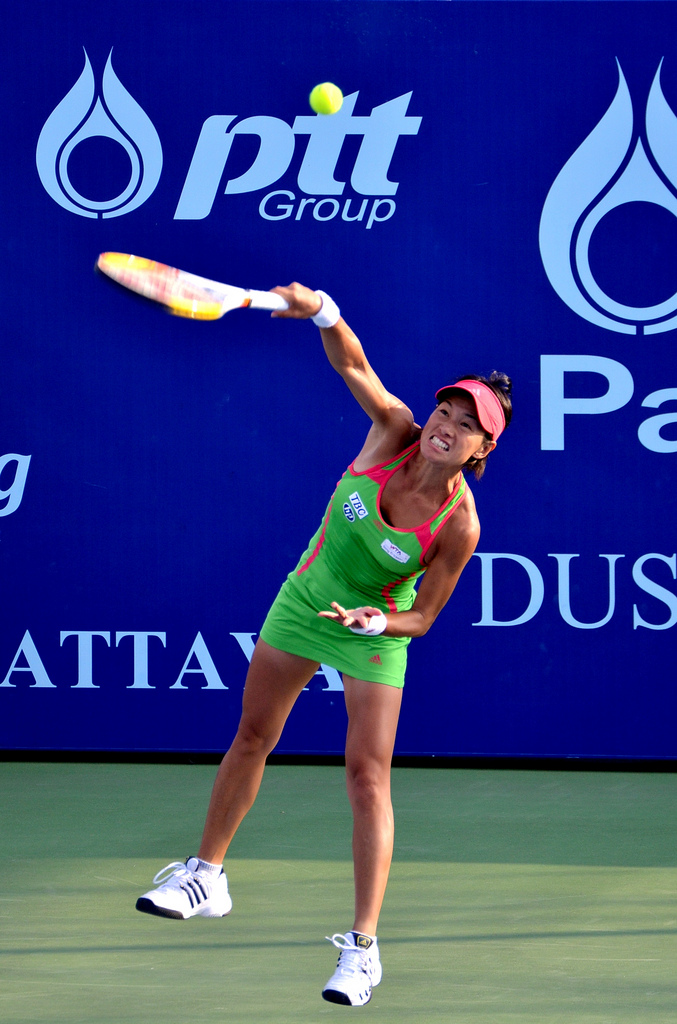
Kimiko Date-Krumm au tournoi de Pattaya, février 2011

### 1989-1996: Première partie de carrière
Trois fois demi-finaliste dans les tournois du Grand Chelem, Kimiko Date a remporté sept titres en simple pendant sa courte carrière, dont quatre fois l'Open du Japon.
En 1992, elle obtient son 1e titre à domicile à Tokyo, éliminant Amy Frazier en deux sets en demie finale et Sabine Appelmans en finale. Elle conserve son titre jusqu'en 1996.
En 1994, elle obtient aussi un titre à Sydney. Quatrième mondiale le 13 novembre 1995, ce classement est alors le meilleur jamais atteint en simple par une Japonaise. Il sera battu par Naomi Osaka, qui devient numéro un mondiale en 2019.
En 1996, à  San Diego elle obtient son dernier titre de sa première carrière sportive. En 1996, à 26 ans, elle officialise sa retraite sportive
La même année, à l'occasion du premier tour de la Fed Cup, elle a notamment battu Steffi Graf, alors numéro un mondiale ; elle compte également deux succès face à Arantxa Sánchez.
Durant cette même période, elle atteint sa 1e finale en 1991 à Los Angeles (éliminée par Monica Seles), mais aussi à  Miami (éliminée par Steffi Graf. En double, elle obtient son premier titre en double avec la future numéro une, et compatriote Ai Sugiyama à Tokyo en 1996.

### 2008: Retours
Kimiko Date-Krumm fait une première réapparition en double dames sur un court de tennis en septembre 2002, à l'occasion de la Coupe Toyota Princess. Début 2008, elle participe à une exhibition à Tokyo en compagnie de Martina Navrátilová et de Steffi Graf (qu'elle bat 6-2, 6-3). Peu de temps après, le 6 avril, elle annonce qu'elle effectue, à 37 ans, son retour sur le circuit professionnel féminin, douze ans après avoir pris sa retraite. Elle atteint la finale du premier tournoi ITF qu'elle dispute (en avril à Gifu). Le 15 juin à Tokyo, elle bat en finale sa compatriote Shiho Akita, de vingt ans sa cadette. Elle termine finalement l'année 2008 au 198e rang mondial.

### 2009: Titre en Corée du Sud, top 100
En 2009 à l'Open d'Australie, issue des qualifications, elle perd de justesse face à Kaia Kanepi (alors 28e) au terme d'une rencontre de presque trois heures. Puis à Wimbledon, au bénéfice cette fois d'une invitation des organisateurs, elle manque à nouveau de commettre un exploit : victime de douleurs dorsales, elle est seulement battue en trois manches par la 9e mondiale, Caroline Wozniacki. En septembre à Guangzhou, elle se hisse en finale du double dames aux côtés de Sun Tiantian. 
La semaine suivante à Séoul, elle remporte, avec le dossard de 155e joueuse mondiale, son premier tournoi WTA depuis son retour à la compétition, éliminant successivement Alisa Kleybanova (30e), Daniela Hantuchová (21e), puis la tenante du titre Maria Kirilenko (54e) en demi-finale et enfin Anabel Medina Garrigues (23e) en finale, la veille de ses 39 ans. Ce premier titre depuis le Classic de San Diego en 1996, fait de Date-Krumm la deuxième joueuse la plus âgée du circuit à remporter un tournoi en simple, après l'Américaine Billie Jean King en 1983. Grâce à ce succès, elle intègre le top 100 le 28 septembre, à la 100e place exactement. 
À la fin de la saison, elle profite des refus successifs de plusieurs joueuses pour participer, en tant qu'invitée, au tournoi des championnes à Bali. À la suite de la disqualification de Yanina Wickmayer, elle parvient à terminer première de sa poule, validant ainsi son ticket pour le dernier carré ; elle cède en deux manches contre Marion Bartoli, la favorite de l'épreuve. Elle termine l'année 2009 au 82e rang mondial.

### 2010: Top 50, finale à Osaka
Lors de l'édition 2010 de Roland-Garros, elle franchit le premier tour en éliminant Dinara Safina (finaliste en 2008 et 2009 du tournoi) : c'est ainsi la deuxième joueuse la plus âgée à gagner un match sur la terre battue parisienne, après Virginia Wade en 1985. Plutôt régulière par la suite, elle parvient à éliminer Samantha Stosur (8e mondiale) en quart de finale de l'Open du Japon, devenant la première quadragénaire de l'histoire à sortir une joueuse du top 10. Après avoir sorti l'Israélienne Shahar Peer en demi-finale, elle s'offre sa deuxième finale depuis son come-back. Battue à la conclusion par une autre vétérane, Tamarine Tanasugarn, elle manque alors l'occasion de battre le vieux record de Billie Jean King. Elle conclut 2010 dans le top 50 (46e).

### 2011 - 2012: Titrée en double, finale en WTA 125 à Pune en simple
Kimiko Date réalise une première moitié de saison 2011 difficile, ne parvenant pas à remporter deux matchs de suite. Le réveil sonne en juillet sur le gazon de Bois-le-Duc où elle accède aux quarts de finale. La semaine suivante, à Wimbledon, elle manque de faire chuter au 2e tour la quintuple gagnante de l'épreuve, Venus Williams, à l'issue d'une rencontre perdue 8 jeux à 6 dans le set décisif. Hormis à Carlsbad, elle ne passe ensuite plus un tour, en dix tournois, sur le circuit WTA. Associée à Zhang Shuai, elle remporte cependant à la mi-octobre le double de l'Open du Japon à Osaka, son deuxième titre seulement dans la spécialité. Retombée aux alentours de la 140e place mondiale en simple, elle enregistre jusqu'à la fin novembre d'excellents résultats sur le circuit ITF, comptant une victoire à Poitiers (contre Elena Baltacha) et deux finales à Taipei (face à Ayumi Morita) et Toyota (face à Tamarine Tanasugarn). Ces bons résultats lui valent de réintégrer le top 100 à la 87e place. En double, elle finit l'année à la 55e place.
Elle commence l'année 2012 par le tournoi ITF de Quanzhou : tête de série no 1, elle s'impose en finale face à la Hongroise Tímea Babos, lui permettant de grimper de quelques places (79e) et d'ainsi s'assurer ses entrées dans les tableaux principaux des tournois WTA jusqu'à l'automne, puisqu'elle a très peu de points à défendre. Elle perd au premier tour de l'Open d'Australie mais gagne sa rencontre de Fed Cup (groupe mondial II) face à la Slovène Polona Hercog, contribuant au large succès de son pays (5 matchs à 0). En février, associée à la Chinoise Zhang Shuai, elle atteint la finale du double de l'Open de Monterrey puis, en avril avec sa compatriote Rika Fujiwara, gagne à Copenhague. Fin avril, elle remporte en simple l'ITF de Gifu. Cependant, de juin à octobre, elle enchaîne dix défaites consécutives au premier tour des tournois auxquels elle participe. À Osaka, elle parvient néanmoins en finale du double, associée à Heather Watson, de vingt-deux ans sa cadette. Cette performance lui permet de se reprendre en simple et en novembre, elle atteint la finale au tournai WTA de Pune puis à l'ITF de Toyota, avant de gagner à l'ITF de Dubaï contre Yulia Putintseva. Ces performances de fin de saison sur lui permettent de terminer l'année à la 99e place du classement WTA. C'est une nouvelle fois la joueuse la plus âgée du Top 100, avec près de dix ans de plus que Venus Williams.

### 2013:3etour en Australie et à Wimbledon en simple
En 2013, après s'être sortie des qualifications des deux premiers tournois de la saison (Shenzhen et Sydney), elle bat sèchement au premier tour de l'Open d'Australie la douzième mondiale Nadia Petrova (6-2, 6-0). Cette victoire lui permet de devenir à 42 ans et trois mois la joueuse la plus âgée à gagner un match dans ce tournoi à l'ère Open, record que détenait depuis 1985 Virginia Wade, qui avait alors gagné un match à 39 ans. Le 17 janvier, en battant au second tour Shahar Peer (6-2, 7-5), elle devient la deuxième joueuse la plus âgée à atteindre un troisième tour de Grand Chelem de l'ère Open derrière Renée Richards, âgée de 45 ans et 8 jours lors de l'US Open 1979. Le surlendemain, elle perd contre Bojana Jovanovski (2-6, 6-7). Début février, associée à Casey Dellacqua, elle remporte à l'Open de Pattaya son quatrième titre en double. En avril, elle en gagne un cinquième à Monterrey aux côtés de la Hongroise Tímea Babos, battant notamment l'autre vétérante thaïlandaise Tamarine Tanasugarn. Le 26 mai, elle gagne aux côtés de Chanelle Scheepers le double des Internationaux de Strasbourg. Le 27 juin, à 42 ans, 8 mois et 30 jours, elle devient la joueuse la plus âgée à atteindre le troisième tour en simple à Wimbledon, après avoir défait Alexandra Cadanțu (6-4, 7-5).
En septembre 2013, elle réalise une belle performance à l'Open de Corée où elle parvient à se qualifier pour les quarts de finale après avoir défait Maria Kirilenko (pourtant tête de série no 2) lors du second tour (6-3, 6-1). Quelques jours plus tard, elle parvient à passer le 1er tour du Tournoi de Tokyo à la suite de l'abandon d'Anastasia Rodionova (6-2, 4-1 ab). Elle s'incline ensuite au second tour face à Samantha Stosur sur le score de 6-3, 7-6.

### 2014 - 2017:1/2 finale en double à l'US Open 2014 puis saisons mitigées, fin de carrière
En 2014, elle ne passe pas un tour en simple en Grand Chelem mais atteint pour la première fois de sa carrière les demi-finales dans un Majeur, à l'US Open aux côtés de Barbora Strýcová.
Après une médiocre saison 2015, qui la voit durablement quitter le top 100, elle subit en 2016 une double opération du genou qui la tient éloignée des courts, mais elle annonce tout de même son retour sur le circuit pour le printemps 2017, à plus de 46 ans. Finalement, le 12 septembre 2017, retombée au 1191ème rang mondial, elle raccroche définitivement sa raquette, quelques jours avant son 47ème anniversaire, après une défaite 6-0, 6-0 au premier tour de l' Open du Japon (pour lequel elle avait obtenu une invitation) contre Aleksandra Krunić.

## Palmarès

### Titres en simple dames
| No | Date       | Nom et lieu du tournoi                 | Catégorie | Dotation  | Surface         | Finaliste          | Score         |          |
| -- | ---------- | -------------------------------------- | --------- | --------- | --------------- | ------------------ | ------------- | -------- |
| 1  | 06-04-1992 | Suntory Japan Open, Tokyo              | Tier IV   | 150 000 $ | Dur (ext.)      | Sabine Appelmans   | 7-5, 3-6, 6-3 | Parcours |
| 2  | 05-04-1993 | Suntory Japan Open, Tokyo              | Tier III  | 150 000 $ | Dur (ext.)      | Stephanie Rottier  | 6-1, 6-3      | Parcours |
| 3  | 10-01-1994 | Peters NSW Open, Sydney                | Tier II   | 300 000 $ | Dur (ext.)      | Mary Joe Fernández | 6-4, 6-2      | Parcours |
| 4  | 04-04-1994 | Japan Open Tennis Championships, Tokyo | Tier III  | 150 000 $ | Dur (ext.)      | Amy Frazier        | 7-5, 6-0      | Parcours |
| 5  | 30-01-1995 | Toray Pan Pacific Open, Tokyo          | Tier I    | 806 250 $ | Moquette (int.) | Lindsay Davenport  | 6-1, 6-2      | Parcours |
| 6  | 15-04-1996 | Japan Open, Tokyo                      | Tier III  | 164 250 $ | Dur (ext.)      | Amy Frazier        | 7-5, 6-4      | Parcours |
| 7  | 19-08-1996 | Toshiba Tennis Classic, San Diego      | Tier II   | 450 000 $ | Dur (ext.)      | Arantxa Sánchez    | 3-6, 6-3, 6-0 | Parcours |
| 8  | 21-09-2009 | Hansol Korea Open, Séoul               | Intern'l  | 220 000 $ | Dur (ext.)      | Anabel Medina      | 6-3, 6-3      | Parcours |

### Finales en simple dames
| No | Date       | Nom et lieu du tournoi                         | Catégorie | Dotation    | Surface         | Vainqueure          | Score          |          |
| -- | ---------- | ---------------------------------------------- | --------- | ----------- | --------------- | ------------------- | -------------- | -------- |
| 1  | 12-08-1991 | Virginia Slims of Los Angeles, Manhattan Beach | Tier II   | 350 000 $   | Dur (ext.)      | Monica Seles        | 6-3, 6-1       | Parcours |
| 2  | 08-02-1993 | World Ladies in Osaka, Osaka                   | Tier III  | 150 000 $   | Moquette (int.) | Jana Novotná        | 6-3, 6-2       | Parcours |
| 3  | 20-09-1993 | Nichirei International Championships, Tokyo    | Tier II   | 375 000 $   | Dur (ext.)      | Amanda Coetzer      | 6-3, 6-2       | Parcours |
| 4  | 17-03-1995 | The Lipton Championships, Miami                | Tier I    | 1 550 000 $ | Dur (ext.)      | Steffi Graf         | 6-1, 6-4       | Parcours |
| 5  | 10-04-1995 | Japan Open, Tokyo                              | Tier III  | 161 250 $   | Dur (ext.)      | Amy Frazier         | 7-6, 7-5       | Parcours |
| 6  | 22-05-1995 | Internationaux de Strasbourg, Strasbourg       | Tier III  | 161 250 $   | Terre (ext.)    | Lindsay Davenport   | 3-6, 6-1, 6-2  | Parcours |
| 7  | 11-10-2010 | HP Japan Women's Open Tennis, Osaka            | Intern'l  | 220 000 $   | Dur (ext.)      | Tamarine Tanasugarn | 7-5, 6-74, 6-1 | Parcours |

### Titres en double dames
| No | Date       | Nom et lieu du tournoi                  | Catégorie | Dotation  | Surface      | Partenaire         | Finalistes                          | Score             |          |
| -- | ---------- | --------------------------------------- | --------- | --------- | ------------ | ------------------ | ----------------------------------- | ----------------- | -------- |
| 1  | 15-04-1996 | Japan Open Tokyo                        | Tier III  | 164 250 $ | Dur (ext.)   | Ai Sugiyama        | Amy Frazier Kimberly Po             | 7-6, 6-7, 6-3     | Parcours |
| 2  | 10-10-2011 | HP Japan Women's Open Tennis Osaka      | Intern'l  | 220 000 $ | Dur (ext.)   | Zhang Shuai        | Vania King Yaroslava Shvedova       | 7-5, 3-6, [11-9]  | Parcours |
| 3  | 09-04-2012 | e-Boks Open Copenhague                  | Intern'l  | 220 000 $ | Dur (int.)   | Rika Fujiwara      | Sofia Arvidsson Kaia Kanepi         | 6-2, 4-6, [10-5]  | Parcours |
| 4  | 28-01-2013 | PTT Open Pattaya                        | Intern'l  | 235 000 $ | Dur (ext.)   | Casey Dellacqua    | Akgul Amanmuradova Alexandra Panova | 6-3, 6-2          | Parcours |
| 5  | 01-04-2013 | Whirlpool Monterrey Open Monterrey      | Intern'l  | 235 000 $ | Dur (ext.)   | Tímea Babos        | Eva Birnerová Tamarine Tanasugarn   | 6-1, 6-4          | Parcours |
| 6  | 20-05-2013 | Internationaux de Strasbourg Strasbourg | Intern'l  | 235 000 $ | Terre (ext.) | Chanelle Scheepers | Cara Black Marina Erakovic          | 6-4, 3-6, [14-12] | Parcours |

### Finales en double dames
| No | Date       | Nom et lieu du tournoi               | Catégorie | Dotation  | Surface    | Vainqueures                      | Partenaire     | Score            |          |
| -- | ---------- | ------------------------------------ | --------- | --------- | ---------- | -------------------------------- | -------------- | ---------------- | -------- |
| 1  | 06-04-1992 | Suntory Japan Open Tokyo             | Tier IV   | 150 000 $ | Dur (ext.) | Amy Frazier Rika Hiraki          | Stephanie Rehe | 5-7, 7-6, 6-0    | Parcours |
| 2  | 14-09-2009 | International Women’s Open Guangzhou | Intern'l  | 220 000 $ | Dur (ext.) | Olga Govortsova Tatiana Poutchek | Sun Tiantian   | 3-6, 6-2, [10-8] | Parcours |
| 3  | 20-02-2012 | Whirlpool Monterrey Open Monterrey   | Intern'l  | 220 000 $ | Dur (ext.) | Sara Errani Roberta Vinci        | Zhang Shuai    | 6-2, 7-66        | Parcours |
| 4  | 08-10-2012 | HP Japan Women's Open Tennis Osaka   | Intern'l  | 220 000 $ | Dur (ext.) | Raquel Kops-Jones Abigail Spears | Heather Watson | 6-1, 6-4         | Parcours |

### Finale en simple en WTA 125
| No | Date       | Nom et lieu du tournoi  | Catégorie | Dotation  | Surface    | Vainqueure      | Score    |          |
| -- | ---------- | ----------------------- | --------- | --------- | ---------- | --------------- | -------- | -------- |
| 1  | 05-11-2012 | Royal Indian Open, Pune | WTA 125   | 125 000 $ | Dur (ext.) | Elina Svitolina | 6-2, 6-3 | Parcours |

## Parcours en Grand Chelem

### En simple dames
| Année | Open d'Australie                                  | Open d'Australie    | Internationaux de France                          | Internationaux de France                           | Wimbledon                                           | Wimbledon                                      | US Open         | US Open             |
| ----- | ------------------------------------------------- | ------------------- | ------------------------------------------------- | -------------------------------------------------- | --------------------------------------------------- | ---------------------------------------------- | --------------- | ------------------- |
| 1989  | -                                                 | -                   | 2e tour (1/32)                                    | Martina Pawlik                                     | 1er tour (1/64)                                     | Zina Garrison                                  | 1er tour (1/64) | Anne Smith          |
| 1990  | 4e tour (1/8)                                     | Helena Suková       | -                                                 | -                                                  | 2e tour (1/32)                                      | Katerina Maleeva                               | 2e tour (1/32)  | Judith Wiesner      |
| 1991  | 2e tour (1/32)                                    | Nicole Provis       | Q2 \|\| style="text-align:left" \| Lorenza Jachia | 1er tour (1/64)                                    | Linda Ferrando                                      | 2e tour (1/32)                                 | Radka Zrubáková |                     |
| 1992  | 2e tour (1/32)                                    | Monica Seles        | 4e tour (1/8)                                     | Arantxa Sánchez                                    | 2e tour (1/32)                                      | Gigi Fernández                                 | 2e tour (1/32)  | Helena Suková       |
| 1993  | 2e tour (1/32)                                    | Mary Pierce         | 2e tour (1/32)                                    | Ruxandra Dragomir                                  | -                                                   | -                                              | 1/4 de finale   | Manuela Maleeva     |
| 1994  | 1/2 finale                                        | Steffi Graf         | 1er tour (1/64)                                   | Amanda Coetzer                                     | 3e tour (1/16)                                      | Larisa Neiland                                 | 1/4 de finale   | Arantxa Sánchez     |
| 1995  | 3e tour (1/16)                                    | Naoko Sawamatsu     | 1/2 finale                                        | Arantxa Sánchez                                    | 1/4 de finale                                       | Jana Novotná                                   | 4e tour (1/8)   | Brenda Schultz      |
| 1996  | 2e tour (1/32)                                    | Mana Endo           | 4e tour (1/8)                                     | Lindsay Davenport                                  | 1/2 finale                                          | Steffi Graf                                    | 1er tour (1/64) | Kimberly Po         |
| 2009  | 1er tour (1/64)                                   | Kaia Kanepi         | Q1 \|\| style="text-align:left" \| Romina Oprandi | 1er tour (1/64)                                    | Caroline Wozniacki                                  | Q2 \|\| style="text-align:left" \| Yurika Sema |                 |                     |
|       |                                                   |                     |                                                   |                                                    |                                                     |                                                |                 |                     |
| 2010  | 1er tour (1/64)                                   | Yaroslava Shvedova  | 2e tour (1/32)                                    | Jarmila Gajdošová                                  | 1er tour (1/64)                                     | Alexandra Dulgheru                             | 1er tour (1/64) | Svetlana Kuznetsova |
| 2011  | 1er tour (1/64)                                   | Agnieszka Radwańska | 1er tour (1/64)                                   | Caroline Wozniacki                                 | 2e tour (1/32)                                      | Venus Williams                                 | 1er tour (1/64) | Sílvia Soler        |
| 2012  | 1er tour (1/64)                                   | Eléni Daniilídou    | 1er tour (1/64)                                   | Francesca Schiavone                                | 1er tour (1/64)                                     | Kateryna Bondarenko                            | 1er tour (1/64) | Sofia Arvidsson     |
| 2013  | 3e tour (1/16)                                    | Bojana Jovanovski   | 1er tour (1/64)                                   | Samantha Stosur                                    | 3e tour (1/16)                                      | Serena Williams                                | 1er tour (1/64) | Paula Ormaechea     |
| 2014  | 1er tour (1/64)                                   | Belinda Bencic      | 1er tour (1/64)                                   | A. Pavlyuchenkova                                  | 1er tour (1/64)                                     | Ekaterina Makarova                             | 1er tour (1/64) | Venus Williams      |
| 2015  | 1er tour (1/64)                                   | Anna Tatishvili     | Q1 \|\| style="text-align:left" \| Tereza Mrdeža  | Q1 \|\| style="text-align:left" \| Olga Govortsova | Q1 \|\| style="text-align:left" \| Catherine Bellis |                                                |                 |                     |
| 2016  | Q1 \|\| style="text-align:left" \| Amandine Hesse | -                   | -                                                 | -                                                  | -                                                   | -                                              | -               |                     |

À droite du résultat, l’ultime adversaire.

### En double dames
| Année | Open d'Australie              | Open d'Australie           | Internationaux de France      | Internationaux de France   | Wimbledon                     | Wimbledon                   | US Open                       | US Open                    |
| ----- | ----------------------------- | -------------------------- | ----------------------------- | -------------------------- | ----------------------------- | --------------------------- | ----------------------------- | -------------------------- |
| 1990  | 1er tour (1/32) Maya Kidowaki | Kathy Jordan E. Smylie     | -                             | -                          | -                             | -                           | -                             | -                          |
| 1991  | -                             | -                          | -                             | -                          | 2e tour (1/16) Ei Iida        | Katrina Adams M. Bollegraf  | 1er tour (1/32) A. Kijimuta   | A. Sánchez Helena Suková   |
| 1992  | 1/4 de finale M. Jaggard      | A. Sánchez Helena Suková   | 1er tour (1/32) Maya Kidowaki | N. Jagerman B. Schultz     | 1er tour (1/32) Maya Kidowaki | J. Fuchs K. Habšudová       | 1er tour (1/32) L. Pleming    | J. Emmons Rene Simpson     |
| 1993  | 3e tour (1/8) M. Jaggard      | Hetherington Kathy Rinaldi | 2e tour (1/16) K. Kschwendt   | S. Stafford A. Temesvári   | -                             | -                           | 2e tour (1/16) R. Zrubáková   | Lori McNeil Rennae Stubbs  |
| 2010  | 1er tour (1/32) Yayuk Basuki  | Sania Mirza V. Ruano       | -                             | -                          | 1er tour (1/32) T. Tanasugarn | Chang Kai-chen Ayumi Morita | 2e tour (1/16) Ayumi Morita   | I. Benešová B. Z. Strýcová |
| 2011  | 2e tour (1/16) Zhang Shuai    | Shahar Peer Peng Shuai     | 2e tour (1/16) Zhang Shuai    | C. Dellacqua Rennae Stubbs | 3e tour (1/8) Zhang Shuai     | Peng Shuai Zheng Jie        | -                             | -                          |
| 2012  | 1er tour (1/32) Zhang Shuai   | Hsieh Su-wei G. Voskoboeva | 1er tour (1/32) Rika Fujiwara | R. Voráčová K. Zakopalová  | 1er tour (1/32) Rika Fujiwara | A. Hlaváčková L. Hradecká   | 1er tour (1/32) A. Wozniak    | Julia Görges Květa Peschke |
| 2013  | 3e tour (1/8) Arantxa Parra   | V. Lepchenko Zheng Saisai  | 2e tour (1/16) Arantxa Parra  | F. Schiavone S. Stosur     | 1er tour (1/32) Arantxa Parra | C. McHale Tamira Paszek     | 1er tour (1/32) Arantxa Parra | A. Hlaváčková L. Hradecká  |
| 2014  | 1er tour (1/32) Zhang Shuai   | A. Hlaváčková L. Šafářová  | 2e tour (1/16) B. Z. Strýcová | L. Hradecká M. Krajicek    | 2e tour (1/16) B. Z. Strýcová | A. Barty C. Dellacqua       | 1/2 finale B. Z. Strýcová     | E. Makarova Elena Vesnina  |
| 2015  | 2e tour (1/16) C. Dellacqua   | Sílvia Soler M. T. Torró   | 2e tour (1/16) F. Schiavone   | M. Krajicek B. Strýcová    | 2e tour (1/16) F. Schiavone   | M. Hingis Sania Mirza       | 1er tour (1/32) Mandy Minella | G. Muguruza Carla Suárez   |

Sous le résultat, la partenaire ; à droite, l’ultime équipe adverse.

### En double mixte
| Année | Open d'Australie            | Open d'Australie           | Internationaux de France | Internationaux de France | Wimbledon                   | Wimbledon                | US Open                     | US Open                    |
| ----- | --------------------------- | -------------------------- | ------------------------ | ------------------------ | --------------------------- | ------------------------ | --------------------------- | -------------------------- |
| 2012  | 2e tour (1/8) Kei Nishikori | Roberta Vinci D. Bracciali | -                        | -                        | -                           | -                        | -                           | -                          |
| 2013  | -                           | -                          | -                        | -                        | 3e tour (1/8) David Marrero | V. Dushevina J.-J. Rojer | 2e tour (1/8) David Marrero | Anabel Medina Bruno Soares |

Sous le résultat, le partenaire ; à droite, l’ultime équipe adverse.

## Parcours en «Premier Mandatory» et «Premier 5»
Découlant d'une réforme du circuit WTA inaugurée en 2009, les tournois WTA « Premier Mandatory » et « Premier 5 » constituent les catégories d'épreuves les plus prestigieuses, après les quatre levées du Grand Chelem.

### En simple dames
| Année |       |                 |                            |                             |                             |                               |                             |                           |                                 |                              |  |                            |
| Doha  | Dubaï | Indian Wells    | Miami                      | Madrid                      | Rome                        | Canada                        | Cincinnati                  | Pékin                     |                                 | Tokyo                        |  |                            |
| Doha  | Dubaï | Indian Wells    | Miami                      | Madrid                      | Rome                        | Canada                        | Cincinnati                  | Pékin                     | Wuhan                           |                              |  |                            |
| Doha  | Dubaï | Indian Wells    | Miami                      | Madrid                      | Rome                        | Canada                        | Cincinnati                  | Pékin                     | Guadalajara                     |                              |  |                            |
| 2009  |       | Hors calendrier |                            |                             |                             |                               |                             |                           |                                 |                              |  | 1er tour (1/32) A. Wozniak |
| 2010  |       | Hors calendrier |                            | 2e tour (1/32) F. Schiavone | 2e tour (1/32) N. Petrova   |                               |                             | 2e tour (1/16) M. Bartoli | 1er tour (1/32) A. Amanmuradova | 2e tour (1/16) E. Dementieva |  | 3e tour (1/8) F. Schiavone |
| 2011  |       | WTA 500         | 1er tour (1/32) M. Bartoli | 2e tour (1/32) A. Ivanović  | 2e tour (1/32) A. Ivanović  | 1er tour (1/32) D. Hantuchová | 1er tour (1/32) L. Šafářová |                           |                                 | 1er tour (1/32) A. Ivanović  |  | 1er tour (1/32) M. Minella |
| 2012  |       |                 | WTA 500                    | 2e tour (1/32) V. Zvonareva | 1er tour (1/64) V. Williams |                               |                             |                           |                                 | 1er tour (1/32) L. Robson    |  | 1er tour (1/32) M. Bartoli |
| 2013  |       |                 | WTA 500                    | 2e tour (1/32) E. Vesnina   | 2e tour (1/32) V. Williams  |                               |                             |                           |                                 |                              |  | 2e tour (1/16) S. Stosur   |
| 2014  |       |                 | WTA 500                    |                             | 1er tour (1/64) D. Vekić    |                               |                             |                           |                                 |                              |  |                            |

Sous le résultat, l’ultime adversaire.
1. 1 2   Les tournois de Doha et Dubaï alternent le statut de tournoi WTA 1000 (ex Premier 5) entre 2009 et 2023 : les trois premières éditions ont lieu à Dubaï, les trois suivantes à Doha, puis Dubaï accueille le tournoi de cette catégorie les années impaires et Dubaï les années paires. De 2011 à 2023, la ville qui n’accueille pas de WTA 1000 organise à la place un tournoi WTA 500 (ex Premier).
2. 1 2 3 4 5 6 7 8   L’ordre de déroulement des tournois a évolué depuis 2009 : Rome se dispute avant Madrid et Cincinnati avant Montréal/Toronto jusqu’en 2010, tandis que Tokyo (2009-2013)-Wuhan (2014-2019, 2024-)-Guadalajara (2022-2023) ont lieu avant Pékin jusqu’en 2023.

### En double dames
| 2009                                                                      |                                                                         |   |   |                                                                           |   |                                                                   |   |   |   |   |                                                                                 |                                                                       |                                                                         |   |                                                                        |                                                                         |                                                                       |                                                                    |  |  |
| —                                                                         | —                                                                       | — | — | —                                                                         | — | —                                                                 | — | — | — |   |                                                                                 | —                                                                     | —                                                                       | — | —                                                                      | —                                                                       | —                                                                     | 1er tour (1/8) Chan \|\| style="text-align:left;" \| Dulko Petrova |  |  |
| 2010                                                                      |                                                                         |   |   |                                                                           |   |                                                                   |   |   |   |   |                                                                                 |                                                                       |                                                                         |   |                                                                        |                                                                         |                                                                       |                                                                    |  |  |
| —                                                                         | —                                                                       | — | — | —                                                                         | — | 2e tour (1/8) Peng \|\| style="text-align:left;" \| King Shvedova | — | — |   |   | —                                                                               | —                                                                     | —                                                                       | — | —                                                                      | —                                                                       | 1er tour (1/8) Morita \|\| style="text-align:left;" \| Dulko Pennetta |                                                                    |  |  |
| 2011                                                                      |                                                                         |   |   |                                                                           |   |                                                                   |   |   |   |   |                                                                                 |                                                                       |                                                                         |   |                                                                        |                                                                         |                                                                       |                                                                    |  |  |
| —                                                                         | —                                                                       | — | — | —                                                                         | — | 1er tour (1/16) Zhang \|\| style="text-align:left;" \| Peng Zheng | — | — |   |   | —                                                                               | —                                                                     | 2e tour (1/8) Zhang \|\| style="text-align:left;" \| Dushevina Hradecká | — | —                                                                      | 1er tour (1/8) Zhang \|\| style="text-align:left;" \| Kops-Jones Spears |                                                                       |                                                                    |  |  |
| 2012                                                                      |                                                                         |   |   |                                                                           |   |                                                                   |   |   |   |   |                                                                                 |                                                                       |                                                                         |   |                                                                        |                                                                         |                                                                       |                                                                    |  |  |
| 1er tour (1/16) Zhang \|\| style="text-align:left;" \| Llagostera Parra   | 1er tour (1/16) Zhang \|\| style="text-align:left;" \| King Niculescu   | — | — | 1er tour (1/16) Cornet \|\| style="text-align:left;" \| Grönefeld Peschke |   |                                                                   | — | — | — | — | —                                                                               | —                                                                     | —                                                                       | — | 1er tour (1/8) Chuang \|\| style="text-align:left;" \| Görges Strýcová |                                                                         |                                                                       |                                                                    |  |  |
| 2013                                                                      |                                                                         |   |   |                                                                           |   |                                                                   |   |   |   |   |                                                                                 |                                                                       |                                                                         |   |                                                                        |                                                                         |                                                                       |                                                                    |  |  |
| 1/2 finale Dellacqua \|\| style="text-align:left;" \| Makarova Vesnina    | 1er tour (1/16) Dellacqua \|\| style="text-align:left;" \| Errani Vinci | — | — | 1er tour (1/16) Scheepers \|\| style="text-align:left;" \| Black Mirza    |   |                                                                   | — | — | — | — | 1er tour (1/16) Scheepers \|\| style="text-align:left;" \| Klemenschits Savchuk | 2e tour (1/8) Parra \|\| style="text-align:left;" \| Huber Llagostera | 1er tour (1/8) Parra \|\| style="text-align:left;" \| Chan Huber        |   |                                                                        |                                                                         |                                                                       |                                                                    |  |  |
| 2014                                                                      |                                                                         |   |   |                                                                           |   |                                                                   |   |   |   |   |                                                                                 |                                                                       |                                                                         |   |                                                                        |                                                                         |                                                                       |                                                                    |  |  |
| 1/4 de finale Strýcová \|\| style="text-align:left;" \| Kuznetsova Stosur | 2e tour (1/8) Strýcová \|\| style="text-align:left;" \| Medina Shvedova |   |   |                                                                           |   |                                                                   |   | — | — |   |                                                                                 |                                                                       |                                                                         |   |                                                                        |                                                                         |                                                                       |                                                                    |  |  |

N.B. : le nom de la partenaire se trouve sous le résultat ; les noms des ultimes adversaires se trouvent à droite.

## Parcours aux Masters

### En simple dames
| # | Date       | Nom de l'édition                      | ($)       | Surface         | Résultat      | Ultime adversaire | Score         |          |
| - | ---------- | ------------------------------------- | --------- | --------------- | ------------- | ----------------- | ------------- | -------- |
| 1 | 14/11/1994 | Virginia Slims Championships New York | 3 500 000 | Moquette (int.) | 1/2 finale    | Gabriela Sabatini | 4-6, 6-0, 6-3 | Parcours |
| 2 | 13/11/1995 | WTA Tour Championships New York       | 2 000 000 | Moquette (int.) | 1/4 de finale | Anke Huber        | 3-6, 6-2, 6-1 | Parcours |
| 3 | 18/11/1996 | Chase Championships New York          | 2 000 000 | Moquette (int.) | 1/4 de finale | Martina Hingis    | 6-1, 6-2      | Parcours |

## Parcours aux Jeux olympiques

### En simple dames
| # | Date       | Nom de l'olympiade             | Surface      | Résultat       | Ultime adversaire | Score          |          |
| - | ---------- | ------------------------------ | ------------ | -------------- | ----------------- | -------------- | -------- |
| 1 | 28/07/1992 | Olympic Tennis Event Barcelone | Terre (ext.) | 2e tour (1/16) | Magdalena Maleeva | 6-2, 6-4       | Parcours |
| 2 | 23/07/1996 | Olympic Tennis Event Atlanta   | Dur (ext.)   | 1/4 de finale  | Arantxa Sánchez   | 4-6, 6-3, 10-8 | Parcours |

### En double dames
| # | Date       | Nom de l'olympiade             | Surface      | Résultat      | Partenaire    | Ultimes adversaires           | Score     |          |
| - | ---------- | ------------------------------ | ------------ | ------------- | ------------- | ----------------------------- | --------- | -------- |
| 1 | 28/07/1992 | Olympic Tennis Event Barcelone | Terre (ext.) | 2e tour (1/8) | Maya Kidowaki | Jana Novotná Andrea Strnadová | 6-3, 7-64 | Parcours |

## Parcours en Coupe de la Fédération
| #                                                                      | Date       | Lieu                | Surface                   | Gagnante(s)                       | Perdante(s)                             | Score            |          |
|                                                                        |            |                     |                           |                                   |                                         |                  |          |
| 1989 - 1er tour (groupe mondial) - Japon - Suède - 3 : 0               |            |                     |                           |                                   |                                         |                  |          |
| 1                                                                      | 03/10/1989 | Tokyo               | Dur (ext.)                | Kimiko Date Etsuko Inoue          | Catarina Lindqvist Maria Strandlund     | 7-5, 6-2         | Parcours |
|                                                                        |            |                     |                           |                                   |                                         |                  |          |
| 1989 - 2e tour (groupe mondial) - Japon - Allemagne de l'Ouest - 0 : 3 |            |                     |                           |                                   |                                         |                  |          |
| 2                                                                      | 03/10/1989 | Tokyo               | Dur (ext.)                | Steffi Graf Claudia Kohde-Kilsch  | Kimiko Date Etsuko Inoue                | 6-4, 5-7, 6-2    | Parcours |
|                                                                        |            |                     |                           |                                   |                                         |                  |          |
| 1990 - 1er tour (groupe mondial) - Japon - Chine - 3 : 0               |            |                     |                           |                                   |                                         |                  |          |
| 3                                                                      | 23/07/1990 | Atlanta             | Dur (ext.)                | Kimiko Date                       | Li Fang                                 | 6-3, 6-0         | Parcours |
|                                                                        |            |                     |                           |                                   |                                         |                  |          |
| 1990 - 2e tour (groupe mondial) - Autriche - Japon - 2 : 1             |            |                     |                           |                                   |                                         |                  |          |
| 4                                                                      | 23/07/1990 | Atlanta             | Dur (ext.)                | Barbara Paulus                    | Kimiko Date                             | 6-3, 7-65        | Parcours |
|                                                                        |            |                     |                           |                                   |                                         |                  |          |
| 1991 - 1er tour (groupe mondial) - Australie - Japon - 2 : 1           |            |                     |                           |                                   |                                         |                  |          |
| 5                                                                      | 22/07/1991 | Nottingham          |                           | Nicole Provis Elizabeth Smylie    | Kimiko Date Maya Kidowaki               | 6-3, 6-3         | Parcours |
|                                                                        |            |                     |                           |                                   |                                         |                  |          |
| 1991 - Barrage (groupe mondial I) - Belgique - Japon - 1 : 2           |            |                     |                           |                                   |                                         |                  |          |
| 6                                                                      | 25/07/1991 | Nottingham          |                           | Kimiko Date                       | Sandra Wasserman                        | 6-2, 6-2         | Parcours |
| 6                                                                      | 25/07/1991 | Nottingham          | Kimiko Date Maya Kidowaki | Sabine Appelmans Ann Devries      | 3-6, 6-2, 6-3                           |                  | Parcours |
|                                                                        |            |                     |                           |                                   |                                         |                  |          |
| 1992 - 1er tour (groupe mondial) - Japon - Indonésie - 2 : 1           |            |                     |                           |                                   |                                         |                  |          |
| 7                                                                      | 13/07/1992 | Francfort           | Terre (ext.)              | Kimiko Date                       | Yayuk Basuki                            | 7-62, 5-7, 6-3   | Parcours |
|                                                                        |            |                     |                           |                                   |                                         |                  |          |
| 1992 - 2e tour (groupe mondial) - Japon - Argentine - 1 : 2            |            |                     |                           |                                   |                                         |                  |          |
| 8                                                                      | 15/07/1992 | Francfort           | Terre (ext.)              | Kimiko Date                       | Mercedes Paz                            | 4-6, 6-1, 6-3    | Parcours |
| 8                                                                      | 15/07/1992 | Francfort           | Terre (ext.)              | Florencia Labat Patricia Tarabini | Kimiko Date Maya Kidowaki               | 7-5, 6-3         | Parcours |
|                                                                        |            |                     |                           |                                   |                                         |                  |          |
| 1994 - 1er tour (groupe mondial) - Chine - Japon - 1 : 2               |            |                     |                           |                                   |                                         |                  |          |
| 9                                                                      | 18/07/1994 | Francfort           | Terre (ext.)              | Li Fang                           | Kimiko Date                             | 7-5, 6-1         | Parcours |
| 9                                                                      | 18/07/1994 | Francfort           | Terre (ext.)              | Kimiko Date Nana Miyagi           | Chen Li Ling Li Fang                    | 6-1, 6-2         | Parcours |
|                                                                        |            |                     |                           |                                   |                                         |                  |          |
| 1994 - 2e tour (groupe mondial) - Suède - Japon - 0 : 3                |            |                     |                           |                                   |                                         |                  |          |
| 10                                                                     | 20/07/1994 | Francfort           | Terre (ext.)              | Kimiko Date                       | Åsa Svensson                            | 6-2, 7-5         | Parcours |
|                                                                        |            |                     |                           |                                   |                                         |                  |          |
| 1994 - 1/4 de finale (groupe mondial) - Espagne - Japon - 3 : 0        |            |                     |                           |                                   |                                         |                  |          |
| 11                                                                     | 22/07/1994 | Francfort           | Terre (ext.)              | Arantxa Sánchez                   | Kimiko Date                             | 6-3, 2-6, 8-6    | Parcours |
|                                                                        |            |                     |                           |                                   |                                         |                  |          |
| 1995 - 1/4 de finale (groupe mondial) - Allemagne - Japon - 4 : 1      |            |                     |                           |                                   |                                         |                  |          |
| 12                                                                     | 22/04/1995 | Fribourg-en-Brisgau | Terre (ext.)              | Kimiko Date Ai Sugiyama           | Meike Babel Barbara Rittner             | 6-2, 6-1         | Parcours |
|                                                                        |            |                     |                           |                                   |                                         |                  |          |
| 1995 - Barrage (groupe mondial I) - Japon - Canada - 5 : 0             |            |                     |                           |                                   |                                         |                  |          |
| 13                                                                     | 22/07/1995 | Gifu                | Moquette (int.)           | Kimiko Date                       | Jana Nejedly                            | 6-2, 6-2         | Parcours |
| 13                                                                     | 22/07/1995 | Gifu                | Moquette (int.)           | Kimiko Date                       | Patricia Hy                             | 6-3, 4-6, 6-1    | Parcours |
|                                                                        |            |                     |                           |                                   |                                         |                  |          |
| 1996 - 1/4 de finale (groupe mondial) - Japon - Allemagne - 3 : 2      |            |                     |                           |                                   |                                         |                  |          |
| 14                                                                     | 27/04/1996 | Tokyo               | Dur (int.)                | Kimiko Date                       | Anke Huber                              | 4-6, 6-4, 6-1    | Parcours |
| 14                                                                     | 27/04/1996 | Tokyo               | Dur (int.)                | Kimiko Date                       | Steffi Graf                             | 7-67, 3-6, 12-10 | Parcours |
|                                                                        |            |                     |                           |                                   |                                         |                  |          |
| 1996 - 1/2 finale (groupe mondial) - Japon - États-Unis - 0 : 5        |            |                     |                           |                                   |                                         |                  |          |
| 15                                                                     | 13/07/1996 | Nagoya              | Moquette (int.)           | Lindsay Davenport                 | Kimiko Date                             | 6-2, 6-1         | Parcours |
| 15                                                                     | 13/07/1996 | Nagoya              | Moquette (int.)           | Monica Seles                      | Kimiko Date                             | 6-0, 6-2         | Parcours |
|                                                                        |            |                     |                           |                                   |                                         |                  |          |
| 2010 - Barrage (groupe mondial II) - Slovénie - Japon - 4 : 1          |            |                     |                           |                                   |                                         |                  |          |
| 16                                                                     | 24/04/2010 | Maribor             | Terre (int.)              | Katarina Srebotnik                | Kimiko Date-Krumm                       | 7-5, 6-1         | Parcours |
| 16                                                                     | 24/04/2010 | Maribor             | Terre (int.)              | Kimiko Date-Krumm                 | Polona Hercog                           | 6-4, 6-2         | Parcours |
|                                                                        |            |                     |                           |                                   |                                         |                  |          |
| 2012 - 1er tour (groupe mondial II) - Japon - Slovénie - 5 : 0         |            |                     |                           |                                   |                                         |                  |          |
| 17                                                                     | 04/02/2012 | Miki                | Dur (int.)                | Kimiko Date-Krumm                 | Polona Hercog                           | 2-6, 6-4, 6-2    | Parcours |
|                                                                        |            |                     |                           |                                   |                                         |                  |          |
| 2012 - Barrage (groupe mondial I) - Japon - Belgique - 4 : 1           |            |                     |                           |                                   |                                         |                  |          |
| 18                                                                     | 21/04/2012 | Tokyo               | Dur (int.)                | Kimiko Date-Krumm                 | Tamaryn Hendler                         | 6-1, 6-4         | Parcours |
| 18                                                                     | 21/04/2012 | Tokyo               | Dur (int.)                | Kimiko Date-Krumm Rika Fujiwara   | Ysaline Bonaventure Alison Van Uytvanck | 6-2, 6-4         | Parcours |
|                                                                        |            |                     |                           |                                   |                                         |                  |          |
| 2013 - 1er tour (groupe mondial) - Russie - Japon - 3 : 2              |            |                     |                           |                                   |                                         |                  |          |
| 19                                                                     | 09/02/2013 | Moscou              | Dur (int.)                | Maria Kirilenko                   | Kimiko Date-Krumm                       | 7-63, 6-4        | Parcours |
| 19                                                                     | 09/02/2013 | Moscou              | Dur (int.)                | Ekaterina Makarova                | Kimiko Date-Krumm                       | 6-1, 6-1         | Parcours |

## Classements WTA en fin de saison

### En simple
| Année | 1988 | 1989 | 1990 | 1991 | 1992 | 1993 | 1994 | 1995 | 1996 | 1997 | 1998 | 1999 | 2000 | 2001 | 2002 | 2003 | 2004 | 2005 | 2006 | 2007 | 2008 | 2009 | 2010 | 2011 | 2012 | 2013 | 2014 | 2015 | 2016 |
| Rang  | 322  | 119  | 79   | 32   | 21   | 13   | 9    | 4    | 8    | -    | -    | -    | -    | -    | -    | -    | -    | -    | -    | -    | 198  | 82   | 46   | 100  | 146  | 54   | 116  | 141  | 804  |

Source : (en) « Classements de Kimiko Date », sur le site officiel du WTA Tour

### En double
| Année | 1988 | 1989 | 1990 | 1991 | 1992 | 1993 | 1994 | 1995 | 1996 | 1997 | 1998 | 1999 | 2000 | 2001 | 2002 | 2003 | 2004 | 2005 | 2006 | 2007 | 2008 | 2009 | 2010 | 2011 | 2012 | 2013 | 2014 | 2015 |
| Rang  | 260  | 243  | 252  | 73   | 51   | 116  | -    | -    | -    | -    | -    | -    | -    | -    | -    | -    | -    | -    | -    | -    | 221  | 126  | 131  | 55   | 86   | 40   | 34   | 95   |

Source : (en) « Classements de Kimiko Date », sur le site officiel du WTA Tour